# Avgiftsfritt telefonnummer
Ett avgiftsfritt telefonnummer är ett telefonnummer där mottagaren betalar teleoperatörens avgift i stället för uppringaren. Larmnummer, såsom 112 i EU och 911 i Nordamerika, är avgiftsfria.
020 är i Sverige ett riktnummer som är gratis att ringa till.
Dessa nummer kan inte nås från utlandet. Om mottagaren vill vara nåbar från utlandet, till exempel för spärr av kontokort, får mottagaren ange ett vanligt geografiskt nummer för det.
I många länder baseras gratisnummer på koden 80 eller 800, så att numren börjar på 0800, 1800, 800, 080 eller 80 beroende på hur rikssamtal rings i landet. I Sverige planeras inte 0800 att användas för närvarande även om inga andra nummer börjar på 0800. Nummer till Stockholmsregionen börjar på 08, vilket kan hindra.
Det finns ett landsnummer 800 för gratisnummer, så man kan ringa +800 och fler siffror för att gratis nå vissa tjänster internationellt. Detta fungerar från cirka 60 länder men inte alltid från mobiler.